# Sieweczka patagońska
Sieweczka patagońska (Anarhynchus falklandicus) – gatunek ptaka z rodziny sieweczkowatych (Charadriidae), zamieszkujący południową część Ameryki Południowej. Nie jest zagrożony wyginięciem.

## Systematyka
Gatunek ten po raz pierwszy zgodnie z zasadami nazewnictwa binominalnego opisał John Latham w 1790 roku, nadając mu nazwę Charadrius falklandicus. Jako miejsce typowe wskazał Falklandy. W 2022 roku w oparciu o badania filogenetyczne gatunek przeniesiono do na nowo zdefiniowanego rodzaju Anarhynchus. Nie wyróżnia się podgatunków.

## Morfologia

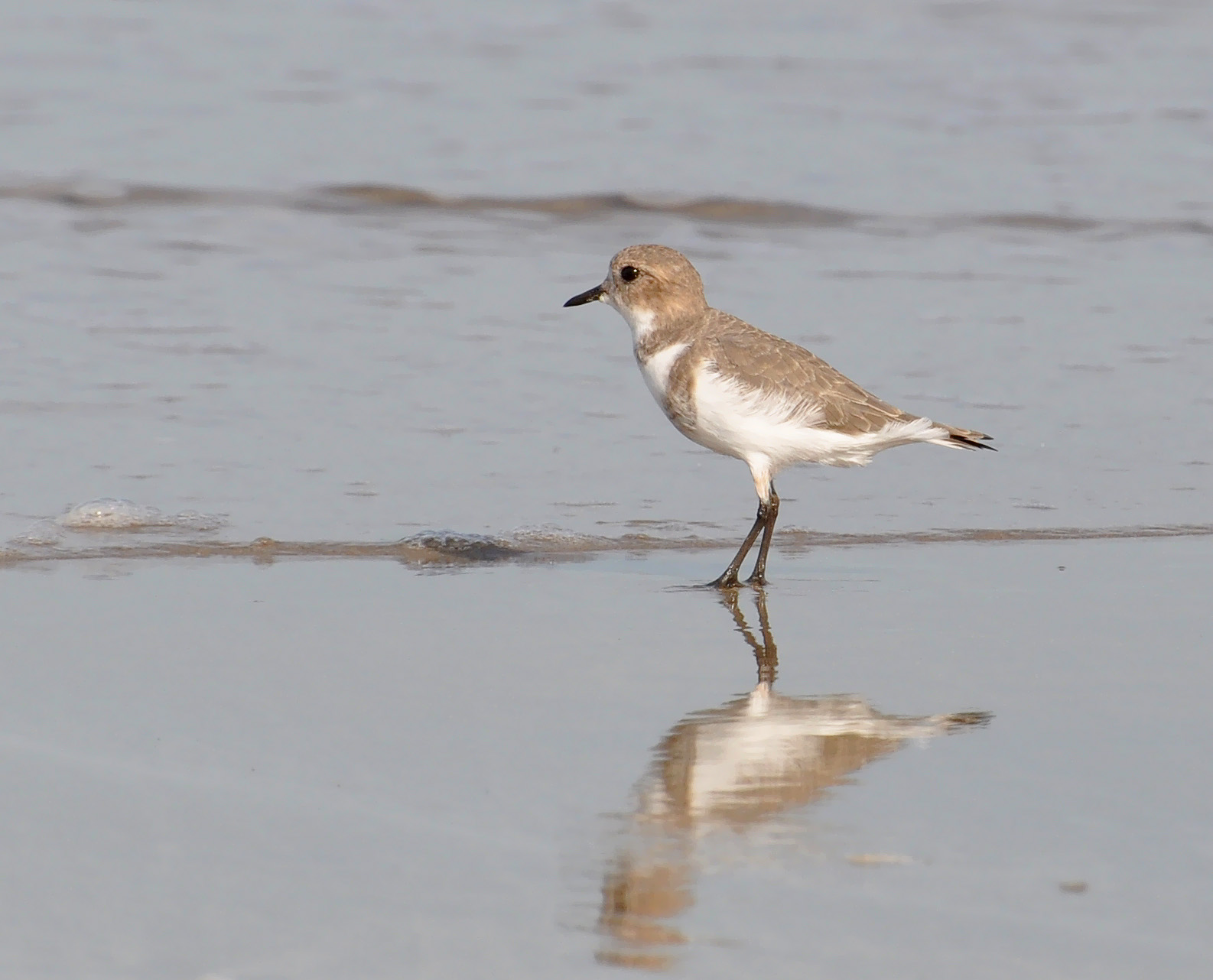
Szata spoczynkowa

Długość ciała 17–18,5 cm; masa ciała 62–72 g.

## Zasięg, środowisko
W sezonie lęgowym można ją spotkać w Argentynie, południowym i środkowym Chile, lokalnie w południowej Brazylii. Większość populacji migruje na zimę na niewielkie odległości na północ, po północne Chile, Urugwaj i południową Brazylię. Część populacji z południowej Patagonii jest osiadła. Ponadto osobna, osiadła populacja występuje na Falklandach.
Naturalnymi siedliskami sieweczek patagońskich są słodkowodne jeziora, słone bagna, skaliste wybrzeża i piaszczyste brzegi.

## Rozród
Składanie jaj ma miejsce od września do grudnia, później na siedliskach wyżynnych. Para gniazduje samotnie. Gniazdo to płytkie wydrapane zagłębienie w ziemi, na obszarze trawiastym lub na wrzosowisku.
Samica składa 2–4 płowo-oliwkowe jaja z brązowymi znaczeniami. Inkubacja trwa około 28 dni. Pisklęta bardzo szybko opuszczają gniazdo i można je zobaczyć, jak szybko biegają wzdłuż plaży pod ochroną dorosłych. Rodzice mogą odwracać uwagę intruza, udając rannego, aby uchronić pisklęta przed niebezpieczeństwem.

## Status
Międzynarodowa Unia Ochrony Przyrody (IUCN) uznaje sieweczkę patagońską za gatunek najmniejszej troski (LC, Least Concern) nieprzerwanie od 1988 roku. W 2023 roku organizacja Wetlands International szacowała liczebność populacji na 46 000 – 139 000 osobników, zaś jej trend oceniła jako stabilny.